# Список університетів і коледжів Литви
Список університетів і коледжів Литви — добірка вищих навчальних закладів (третій рівень освіти), що знаходяться в Литві.

## Університети
Всього в Литві є 23 університети: 14 державних і 8 приватних, а також один філіал Польського університету.
| #  | Назва                                                          | Назва литовською                                                     | Тип       | Засновано | Місто                     | Студентів 1 жовтня 2010 р. |
| -- | -------------------------------------------------------------- | -------------------------------------------------------------------- | --------- | --------- | ------------------------- | -------------------------- |
| 1  | Академія бізнесу та менеджменту*                               | Verslo ir vadybos akademija (VVA)                                    | приватний | 2003      | Вільнюс                   |                            |
| 2  | Університет Александраса Стулґінскіса                          | Aleksandro Stulginskio universitetas                                 | державний | 1924      | Akademija (район Каунасу) | 6035                       |
| 3  | Європейський гуманітарний університет**                        | Europos Humanitarinis Universitetas (EHU)                            | приватний | 2006      | Вільнюс                   | 1700                       |
| 4  | Факультет економіки та інформатики університету Бялостоку***** | Balstogės universiteto filialas «Ekonomikos-informatikos fakultetas» | приватний | 2007      | Вільнюс                   |                            |
| 5  | Міжнародна бізнес-школа при університеті Вільнюса              | Tarptautinė verslo mokykla (TVM)                                     | приватний | 1989      | Вільнюс                   | 1939                       |
| 6  | ISM, Університет менеджменту та економіки*                     | ISM Vadybos ir ekonomikos universitetas                              | приватний | 1999      | Вільнюс / Каунас          | 1695                       |
| 7  | Каунаський технологічний університет                           | Kauno technologijos universitetas (KTU)                              | державний | 1922      | Каунас / Паневежис        | 13422                      |
| 8  | Університет Казімераса Сімонавічуса                            | Kazimiero Simonavičiaus universitetas                                | приватний | 2004      | Вільнюс                   | 612                        |
| 9  | Університет Клайпеди                                           | Klaipėdos universitetas (KU)                                         | державний | 1991      | Клайпеда                  | 7520                       |
| 10 | Міжнародний університет LCC***                                 | LCC tarptautinis universitetas                                       | приватний | 1991      | Клайпеда                  | 614                        |
| 11 | Литовська академія музики та театру                            | Lietuvos muzikos ir teatro akademija                                 | державний | 1919      | Вільнюс / Каунас          | 1026                       |
| 12 | Литовський спортивний університет                              | Lietuvos sporto universitetas (LSU)                                  | державний | 1934      | Каунас                    | 2418                       |
| 13 | Литовський Університет навчальних наук****                     | Lietuvos edukologijos universitetas                                  | державний | 1935      | Вільнюс                   | 10015                      |
| 14 | Каунаський медичний університет****                            | Lietuvos sveikatos mokslų universitetas                              | державний | 1922      | Каунас                    | 6704                       |
| 15 | Університет Миколаса Ромеріса                                  | Mykolo Romerio universitetas                                         | державний | 1990      | Вільнюс / Каунас          | 19869                      |
| 16 | Університет Шяуляю                                             | Šiaulių universitetas (ŠU)                                           | державний | 1948      | Шяуляй                    | 9069                       |
| 17 | Духовна семінарія Бішопа Вінсента Борісевічуса                 | Telšių Vyskupo Vincento Borisevičiaus kunigų seminarija              | приватний | 1926      | Тельше                    |                            |
| 18 | Військова академія генерала Йонаса Жемайтіса                   | Lietuvos karo akademija (LKA)                                        | державний | 1992      | Вільнюс                   | 368                        |
| 19 | Вільнюська художня академія                                    | Vilniaus dailės akademija (VDA)                                      | державний | 1940      | Вільнюс                   | 1944                       |
| 20 | Вільнюський технічний університет Гедиміна                     | Vilniaus Gedimino technikos universitetas (VGTU)                     | державний | 1956      | Вільнюс                   | 14024                      |
| 21 | Вілнюсська Семінарія св. Йозефа                                | Vilniaus šv. Juozapo kunigų seminarija                               | приватний | Вільнюс   |                           |                            |
| 22 | Вільнюський університет                                        | Vilniaus universitetas (VU)                                          | державний | 1579      | Вільнюс / Каунас          | 21728                      |
| 23 | Університет Витаутаса Маґнуса*                                 | Vytauto Didžiojo universitetas (VDU)                                 | державний | 1922      | Каунас                    | 9167                       |

* Навчають мовами: англійська та литовська;
** Навчають мовами: білоруська, російська та англійська;
*** Навчають мовою: англійська;
**** Навчають мовами: англійська, литовська та російська.
***** Навчають мовою: польська.

## Коледжі
В Литві працюють 24 коледжі: 13 державних і 11 приватних.
| #  | Назва                                                                        | Назва литовською                              | Тип       | Засновано | Місто                                                                   | Студентів 1 жовтня 2010 р. |
| -- | ---------------------------------------------------------------------------- | --------------------------------------------- | --------- | --------- | ----------------------------------------------------------------------- | -------------------------- |
| 1  | Коледж Алітуса                                                               | Alytaus kolegija                              | державний | 2000      | Алітус                                                                  | 1361                       |
| 2  | Міжнародна школа права та бізнесу*                                           | Tarptautinė teisės ir verslo aukštoji mokykla | приватний | 2001      | Вільнюс                                                                 | 5415                       |
| 3  | Коледж Каунаса                                                               | Kauno kolegija                                | державний | 2000      | Каунас / Кедайняй / Mastaičiai (район Каунасу) / Друскінінкай / Таураге | 7941                       |
| 4  | Каунасський коледж лісового господарства та захисту навколишнього середовища | Kauno miškų ir aplinkos inžinerijos kolegija  | державний | 2002      | Girionys (район Каунасу)                                                | 1064                       |
| 5  | Kaunas Technical College                                                     | Kauno technikos kolegija                      | державний | 2002      | Каунас                                                                  | 1482                       |
| 6  | Клайпедська вища бізнес-школа                                                | Klaipėdos verslo aukštoji mokykla             | приватний | 2001      | Клайпеда                                                                |                            |
| 7  | Клайпедський державний коледж                                                | Klaipėdos valstybinė kolegija                 | державний | 2002      | Клайпеда                                                                | 4380                       |
| 8  | Коледж Kolping                                                               | Kolpingo kolegija                             | приватний | 2001      | Каунас                                                                  | 468                        |
| 9  | Литовська морська академія                                                   | Lietuvos aukštoji jūreivystės mokykla         | державний | 2001      | Клайпеда                                                                | 1218                       |
| 10 | Коледж Marijampolė                                                           | Marijampolės kolegija                         | державний | 2001      | Marijampolė                                                             | 1539                       |
| 11 | Північно-литовський коледж                                                   | Šiaurės Lietuvos kolegija                     | приватний | 2003      | Шяуляй                                                                  |                            |
| 12 | Коледж Паневежіс                                                             | Panevėžio kolegija                            | державний | 2002      | Panevėžys / Rokiškis                                                    | 2266                       |
| 13 | Коледж соціальних наук*                                                      | Socialinių mokslų kolegija                    | приватний | 2001      | Клайпеда / Тельше / Вільнюс                                             | 1880                       |
| 14 | Коледж св. Іґнатіуса з Лойоли**                                              | Šv. Ignaco Lojolos kolegija                   | приватний | 2011      | Garliava (район Каунасу)                                                |                            |
| 15 | Шяуляйський державний коледж                                                 | Šiaulių valstybinė kolegija                   | державний | Шяуляй    | 2684                                                                    |                            |
| 16 | Коледж Утени                                                                 | Utenos kolegija                               | державний | 2000      | Утена                                                                   | 2437                       |
| 17 | Вільнюсський бізнес-коледж                                                   | Vilniaus verslo kolegija                      | приватний | 2001      | Вільнюс                                                                 |                            |
| 18 | Вільнюсський коледж                                                          | Vilniaus kolegija                             | державний | 2000      | Вільнюс                                                                 | 8207                       |
| 19 | Вільнюсський коледж дизайну                                                  | Vilniaus dizaino kolegija                     | приватний | 2005      | Вільнюс                                                                 |                            |
| 20 | Вільнюсський коледж технологій та дизайну                                    | Vilniaus technologijų ir dizaino kolegija     | державний | 2002      | Вільнюс                                                                 | 3327                       |
| 21 | Вільнюсський кооперативний коледж                                            | Vilniaus kooperacijos kolegija                | приватний | 2000      | Вільнюс / Каунас                                                        | 1504                       |
| 22 | Вища школа менеджменту В. А. Ґраічіунаса                                     | V. A. Graičiūno aukštoji vadybos mokykla      | приватний | 2004      | Каунас                                                                  |                            |
| 23 | Західно-литовський бізнес-коледж                                             | Vakarų Lietuvos verslo kolegija               | приватний | 2001      | Клайпеда / Шяуляй                                                       |                            |
| 24 | Коледж Жемаітійос                                                            | Žemaitijos kolegija                           | державний | 2002      | Rietavas / Тельше / Mažeikiai                                           | 1561                       |

* Навчають мовами: англійська та литовська;
** Навчають мовами: англійська, литовська, російська та німецька.